# Androfilia i gynofilia
Androfilia i gynofilia – terminy stosowane w behawioryzmie do opisania orientacji seksualnej; alternatywa dla dychotomii heteroseksualności i homoseksualności. Androfilia to pociąg do mężczyzn i/lub męskości; gynofilia do kobiet i/lub kobiecości. Ambifilia to ich kombinacja występująca w jednej osobie, odpowiednik biseksualności.
Terminy są używane obiektywnie, żeby określić przedmiot pociągu osoby bez identyfikowania płci/tożsamości płciowej. W ten sposób można uniknąć ukrytych założeń inherentnych dla normatywnego ujęcia seksualności, oraz uniknąć problemów podczas opisywania seksualności kultur spoza Zachodu albo podczas opisywania seksualności osób transpłciowych, niebinarnych i interpłciowych.

## Użycie historyczne

### Androfilia
Termin ten był oryginalnie wprowadzony do dyskursu naukowo-literackiego przez Magnusa Hirschfelda opisującego homoseksualne zachowania na przykładzie starożytnej Grecji i miał na celu odróżnienie typowych zachowań seksualnych dorosłego mężczyzny z chłopcem/młodzieńcem (pederastia) od rzadziej występujących w ówczesnej Grecji i kulturowo mniej akceptowanych form pożycia seksualnego między dwoma dorosłymi mężczyznami. W 1906 r. zaproponował on wprowadzenie czteroczęściowej klasyfikacji dla mężczyzn homoseksualnych:
- pedofilia – pociąg seksualny do mężczyzn przed okresem pokwitania,
- efebofilia – pociąg seksualny do mężczyzn od okresu pokwitania końca okresu nastoletniego,
- androfilia – pociąg seksualny do mężczyzn w wieku od 20 do 50 lat,
- gerontofilia – pociąg seksualny do mężczyzn starszych.

Według szacunków Hirschfelda androfile to około 45% populacji mężczyzn homoseksualnych. Takim sam udział mają efebofile.
Inną formą popularnego użycia tego terminu była wydana w 2007 książka Jacka Malebranche'a: Androphilia, A Manifesto: Rejecting the Gay Identity, Reclaiming Masculinity.

### Gynofilia
Słowo pojawiło się w starożytnej Grecji. W Idylli 8, wers 60, Teokryt użył γυναικοφίλιας jako eufemizmu opisującego pociąg Zeusa do kobiet.
Zygmund Freud użył terminu gynofiliczna w celu opisania przypadku Dory. Używał tego słowa także w korespondencji. Alternatywną pisownią jest gynefilia, a rzadkim synonimem gyneseksualność/gynoseksualność.
Psycholożka Nancy Chodorow proponowała, żeby przededypalny moment psychologicznego i libidialnego skupienia na matce, doświadczany przez dziewczynki i chłopców, nazwać gynoseksualnością lub matriseksualnością (przez wzgląd na ekskluzywność wobec matki).